# 중국
중국(중국어 간체자: 中国, 정체자: 中國, 병음: Zhōngguó 중궈[*], 영어: China 차이나[*])은 중화인민공화국과 중화민국을 일컫는 단어이다. 본디 중국 대륙은 청나라 때까지 한 국가였으나, 1949년에 국공내전에서 승패가 갈리면서, 중국의 대만해협 양안은 중국공산당이 통치하는 중화인민공화국과 중국국민당이 통치하는 중화민국이 동시에 존재하는 두 개의 정치실체를 형성하였다. 실질적으로 두 국가로 된 이래 현재까지 이어지고 있으나 양측은 하나의 중국·일국양제 원칙에 합의하였다. 유엔에서의 국제법과 중국과 수교하는 전 세계 대부분의 국가에서는 압도적인 인구와 영토를 점유하고 있는 중화인민공화국을 합법적인 중국 정부로 인정하며 대만은 그 일부로 받아들인다. 합법 중국 정부로 인정하는 국가는 2023년 기준 전 세계 12개국이며, 그 수는 점차 줄어는 추세이다.

## 중국의 범위
사람들마다 개인별로 차이가 있으나 중화인민공화국만을 지칭하는 경우가 중화민국을 지칭하는 경우보다 훨씬 많아졌고, 문맥에 따라서는 둘을 포괄하여 지칭되기도 한다. 때로는 중화권과 동일시되기도 한다. 1980년대까지만 하여도 중화인민공화국과 수교하지 않은 대한민국에서는 '자유중국'이라고 하여 대만을 중국이라 불렀으나, 중화인민공화국과의 수교 이후부터는 점차 중화인민공화국을 포괄하여 중국으로 부르기 시작한 것이다.

## 역사
한나라와 같은 전근대 중화 제국은 흔히 실증사학자나 서양 학자들에 의해서 보통 그리스 문명의 영향을 받은 국가들보다 수학적 기술 등이 부족하여 전반적으로 열세하다고 추정되는 편이며 인도와 비슷하게 평가된다. 그러나 문과적인 제도는 여러 원인으로 근현대의 민중적 제도와 유사한 부분도 있다.

### 문명
- 장강 문명(長江文明)
- 황허 문명(黃河文明)
- 하(夏) (기원전 21세기? - 기원전 17세기?): 논란의 여지가 많으나 중국에서는 실존했었던 국가로 인정한다.
- 상(商) (기원전 17세기? - 기원전 11세기 중반): 은허로 천도하고서 은(殷)이라고도 부르며, 한때 신화로 알려졌었지만, 은허의 유적 발굴 이후 실존했던 국가로 인정되었다.

### 고대
- 주(周) 본래 상나라의 제후국이었으나 상나라 말기 주왕(紂王)의 폭압으로, 상나라를 무너뜨리고 패권을 잡은 나라다.
- 춘추전국시대
  - 춘추시대: 주나라의 여러 제후국이 주 왕실을 존중하고 각자의 세력을 다투던 시기로, 세력이 강한 여러 제후국 중에 주 왕실의 이름으로 천하를 호령한 제(齊)-환공(桓公), 진(晉) 문공(文公), 초(楚) 장왕(莊王), 오(吳) 합려(闔閭), 월(越) 구천(勾踐)의 5나라를 춘추 오패라고 부른다.
  - 전국시대: 주 왕실을 향한 충성마저 약화하기 시작한 시기로서 주의 제후국인인 진(秦), 한(韓), 제(齊), 위(魏), 조(趙), 연(燕), 초(楚)가 차례로 왕을 칭하고 오로지 천하통일을 목적해 질주하였다.(초는 춘추시대 후반기부터 칭왕하였다)
- 진(秦) (기원전 221년 - 기원전 207년): 전국 칠웅 중 진(秦)나라가 주 왕실과 여타 6국을 멸하고 중국을 통일하고서 진 왕 영정이 중국 최초의 황제인 시황제라고 자칭하였다.
- 한(前漢) (기원전 206년 - 서기 9년): 진(秦)나라의 무리한 통치와 폭압으로 각지에서 반란하였다. 그 뒤 진나라는 멸망하였고 초나라의 항우와 한나라의 유방이 대립하다가 유방의 승리로 한나라가 중국을 통일한다. 한나라는 200년 넘게 유지된 중앙집권 국가로서 서양에 최초로 이름이 알려진 나라이기도 하다. 25년에 세워진 한나라(후한)와의 구분하고자 전한이라고 부른다.
- 신(新) (9년 - 23년): 한나라(전한)의 외척이었던 왕망이 황위를 찬탈하여 세운 나라이나 급격한 개혁이 민중의 호응을 얻지 못하고 각지의 반란으로 망하였다.
- 후한(後漢) (25년 - 220년): 한나라(전한)를 계승한 국가로 통일국가를 다시 유지하였으나 화제 이후 환관과 외척으로 말미암아 크게 약화하였다.
- 삼국 시대(三國時代)
  - 위(魏): 후한의 황제에게 제위를 직접 선양받은 국가로서 중원 지역을 차지하였다.조조가 세운 국가로, 조조의 아들 조비가 후한 말의 후한 헌제를 몰아내고, 황제를 자칭하였다.그 후 조예, 조방, 조모, 조환순으로 6대로 제위가 이어진다. 위 (삼국)의 제상이었던 사마의의 손자사마염이 세운 진 (위진)에 의해 멸망한다.
  - 촉(蜀): 후한 황실의 후예 유비가 세운 나라로 세력권은 서남 지방(쓰촨성)에 한정되었다. 중국에서 무신으로 칭송받는 관우를 포함한 오호대장군(장비, 마초, 황충, 조운),재상 제갈량과 같은 훌륭한 장수를 많이 배출하였다. 명재상이었던 제갈량이 죽자, 얼마 버티지 못하고, 2대 황제 유선 대에 멸망한다.
  - 오(吳): 독자성을 띤 세력으로서 장강 이남(현재의 저장성, 장쑤성을 중심으로 한)지역을 차지하였다. 후한의 장수손견을 중심으로 하던 세력이 손책, 손권으로 이어져, 손권대에 조조와의 대전인 적벽대전에서 승리한 후 세력을 구축하였으며,조조와 유비가 황제를 자칭하자 스스로 황제가 되었다. 손량, 손휴, 손호로 4대째 이어지며, 사마염의 진 (위진)에 의해 멸망한다.
- 서진(西晉) (265년 - 316년): 위나라의 제위를 다시 양위받은 국가이다. 초기부터 황실 분란인 팔왕의 난으로 혼란스럽다가, 흉노족의 전조에게 멸망당한다.
- 5호 16국 시대(十六國時代) (316년 - 439년): 서진의 멸망 이후 서진이 있던 양자강 이북지역에 흉노족, 갈족, 저족, 강족, 선비족의 국가 16개가 들어서 패권을 겨뤘다. 전조, 후조, 전진이 한때 큰 세력권을 과시했으나 결국 북위로 통합된다.
  - 비한족: 전조(前趙)·후조·전연(前燕)·후연· 남연, 관중(關中)에 있던 전진(前秦)·후진·서진과 하투(河套)의 하(夏), 사천(四川)의 성한(成漢), 하서(河西)의 후량·북량·남량.
  - 한족: 북연, 하서(河西)의 전량(前涼), 서량.
- 동진(東晉): 서진 황실을 계승한 국가로서 세력권은 주로 장강 이남으로 한정되었다. 서진의 영토를 되찾으려고 여러 차례 노력했으나 모두 실패한다.
- 남북조 시대(南北朝時代) (439년 - 589년)
  - 북조: 장강(양자강) 이북 지역의 16국 시대의 혼란이 북위로 통일되어서 계승된 시대.
    - 북위(北魏): 선비족 탁발씨의 국가로서 제3대 태무제의 시기에 화북을 통일하였다.
    - 북위가 국가 이 개로 분리
      - 동위(東魏) ⇨ 북제(北齊)
      - 서위(西魏) ⇨ 북주(北周)

  - 남조: 양자강 이남 지역의 동진을 계승한 여러 국가가 이어진 시대이다.
    - 송(宋)=유송(劉宋)
    - 제(齊)=남제(南齊)
    - 양(梁)
    - 진(陳)
- 수(隋) (581년 - 618년): 선비족 탁발씨 북조의 외척인 양견이 건국한 나라로서 남조의 진을 멸망시키고 통일하나 과도한 세금 징수 탓에 건국한 지 얼마 지나지 않아 멸망하였다.
- 당(唐) (618년 - 907년): 수나라를 멸망시키고 등장한 국가로서 북방 민족의 침입을 받고 멸망하여 오대십국시대가 시작되었다.
  - 무주(武周) (690년 - 705년): 당나라의 측천무후가 조정을 장악하고 당나라 왕족들을 격하시키고 세운 국가. 측천무후가 반대파를 대규모로 숙청하는 공포 정치를 펼쳤으나 인재를 중심으로한 정치도 펼쳐서 백성의 삶이 어느 정도 안정되었다.
- 오대십국 시대(五代十国时代) (907년 - 960년): 이민족들이 내륙 깊숙히 칩입하면서 화북의 정권을 다투던 대국 5개와 나머지 소국 10개가 혼재했던 시기이다.

### 중세
- 요(遼) (916년 - 1125년): 내몽골 지역과 만주 지역을 다스렸던 국가로서 거란족이 세운 국가이다.
- 송(宋) (960년 - 1279년)
  - 북송(北宋): 5대 10국의 혼란을 수습하고 등장한 통일국가이나 요나라에 의거해 베이징 이북의 많은 지역을 빼앗기고 요나라와 서하에 조공을 납부하면서 별 위세를 떨치지 못하다가, 금나라에게 화북 지방을 빼앗기고 멸망한다.
  - 남송(南宋): 북송의 황실을 계승한 국가로서 몽골 제국과 함께 금나라를 멸망시키는 데에는 성공하지만, 몽골 제국을 계승한 원나라에 멸망한다.
- 금(金) (1115년 - 1234년): 여진족이 요나라를 전복하고 세운 국가로서 북송을 멸망시키고 화북 지방을 차지한다. 몽골 제국과 남송의 연합군에 멸망한다.
- 원(元) (1271년 - 1368년): 중앙아시아, 만주, 서남아시아에서 시작한 몽골 제국의 칸인 쿠빌라이 칸이 남송을 멸망시키고 중국 대륙을 정복하여 중국에 식민지를 건설한다.

### 근대
- 명(明) (1368년 - 1644년): 원나라를 몽골 고원으로 몰아내고 건국된 한족의 왕조이다. 초기에는 외국과 교류하며 선진 문물을 과시했으나 후기로 갈수록 북로남왜 샌드위치 형태로 칩략을 받았고 임진왜란에 막대한 물자를 사용하고 문화 침체로 쇠퇴하다가 여진족과의 사르후 전투 패배와 숭정제의 실책으로 멸망한다.
  - 남명(南明) (1644년 - 1662년): 명나라의 왕실을 계승한 나라로서 명의 부흥을 기도하였으나 청나라에 망하였다.
- 청(淸) (1616년 - 1912년): 금나라의 후예인 만주족이 몽골인 등 유목민들과 함께 후금을 세워 중국을 정복한 왕조이다. 원나라와 같이 한족을 정책상으로 차별했다. 한때 강희제와 건륭제 등 명군들이 연이어 등장하였다. 허나 19세기에 들어 양무 운동을 이용해 근대국가 진입을 시도하였으나 실패하고 서구 열강의 이권 침탈이 심화되면서 더욱 쇠퇴하였다. 결국 1911년에 신해혁명이 일어나고 일본 괴뢰국 만주국으로 이어진다.

### 현대
중국은 "아시아의 병자"라는 이야기가 있었을 만큼 서양 열강과 일본 제국에 먹혀 반식민지 상태로 전락하고 만다. 소련은 중국을 직접 지배하는 것 보다 소련 정부의 간섭에 좌지우지 되는 공산당을 중국에 만들고 싶어 하였다. 그리하여 노비, 소작농 등 농민들로 이루어진 중국 공산당원들은 소련의 지지 아래서 중화인민공화국을 건국 하게 된다.
- 중화민국 (1912년 - ): 신해혁명으로 건국된 중국 최초의 공화국이다. 일본 제국은 중국만주와 타이완을 식민지 지배하며 흡수하였는데 일본 제국이 패망하고 중국 만주와 난징, 상하이 등 중국 남부 지역 그리고 타이완은 독립하게 된다. 유엔 안전 보장 이사회의 상임이사국이 되었지만, 국공 내전으로 인하여 1949년 중화인민공화국이 수립되자 중국 대륙을 잃고 정부를 타이완으로 옮기게 되었다. 미국을 비롯한 서방진영의 지지를 받아 발전을 이룩했으나, 1971년 유엔 총회 결의 제2758호에 의해 중화인민공화국이 유엔에서 상임이사국 지위는 물론 모든 의석을 가져가게 된 사건을 계기로 세계적으로 고립될 처지에 놓이게 되었다.
- 중화인민공화국 (1949년 - ): 국공 내전 중에 중국 공산당이 건국한 공화국이다. 결국 중화민국의 영토를 동중국해의 몇 가지 섬으로 축소 시켜 유리한 입지에 섰지만, 1950년 한국 전쟁에서 침략국으로 규정된 조선민주주의인민공화국을 지원하기 위해 개입한 사실 때문에 서방 세계의 주도로 국제적인 고립을 피할 수 없게 되었다. 그러나 점차적으로 국력이 성장하여 1971년에는 유엔에서 중화민국 대신 모든 의석과 지위를 차지하였고, 1972년 미국 닉슨 정부와의 핑퐁외교로 급물살을 탔다. 영국의 식민지였던 홍콩과 포르투갈의 식민지였던 마카오를 중화민국이 아닌 중화인민공화국에게 차례로 반환 되었다. 1992년에는 한국전쟁의 적성국이었던 대한민국과도 전격적으로 수교하였다.

#### 양안 관계
현재 중국은 여러 가지 정치상 문제로 말미암아 완벽한 통일국가를 이루지 못하고 있으며, 다수의 정부가 존재한다.
- 중화민국 (중국어 정체자: 中華民國): 타이완, 펑후 제도, 진먼섬, 마쭈 열도를 통치하는 정부 (혹은 국가). 1911년 신해혁명 이후, 난징시에서 건국하였으며, 장제스의 북벌로 중국 대륙을 통일하고서 1949년까지 중국 대륙에 존속하였다. 본토인(本土人)들은 1949년 이전의 대만을 구중국 (舊中國) 혹은 민국시대 (民國時代)라고 칭하며, 1949년 이후의 대만은 ‘대만 당국’(臺灣當局)이라고 한다.
- 중국 (중국어 간체자: 中华人民共和国, 중국어 정체자: 中華人民共和國): 중국 대륙과 부속 도서 대부분을 통치하는 정부 (혹은 국가). 국제사회에서는 ‘중국’으로 통용되고 국공 내전에서 승리한 중국 공산당을 주축으로 1949년 베이징에서 건국했다.大陸
  -  홍콩 (중국어 정체자: 香港特別行政區, 영어: Hong Kong Special Administrative Region, HKSAR): 1997년 영국으로부터 이양받음. 가우룽, 신제, 홍콩섬을 포함한다. 광둥성 선전 시와 접한다.
  -  마카오 (중국어 정체자: 澳門特別行政區, 포르투갈어: Região Administrativa Especial de Macau, RAEM, MSAR): 1999년 포르투갈서 이양받았다. 마카오반도, 마카오 낙도, 코타이로 구성됨. 광둥성 주하이 시와 접한다.

중국과 중국대륙에서 타이완섬으로 건너와 세운 정권인 대만 모두 하나의 중국(One China) 정책을 강하게 천명하여(물론 중국 이전부터 타이완에서 살던 타이완인들은 중국과의 영원한 결별을 원한다. 타이완 공화국 참고), 자국과 수교하는 모든 국가는 중국의 다른 정부와 수교하는 것을 원칙상으로 금지한다. 예컨대 1992년 중국과 수교한 대한민국은 중화민국과 단교해야 했다. 유엔과 세계 대부분의 나라에서 승인받은 정부인 중화인민공화국은 이 정책을 내세워 중화민국이 국제사회에서 주권국을 암시하는 ‘중화민국’(Republic of China)이나 타이완의 독립을 암시하는 ‘타이완 (대만)’(Taiwan)이라는 두 가지 명칭 모두 사용하지 못하게 압력을 행사해서 대만은 비공식 명칭으로 국제사회에서 ‘타이완’으로 불리고거나 스스로 그렇게 부르더라도, 국제 기구에서는 반드시 묵시로 합의된 국가명인 중화 타이베이 (中華臺北)를 사용해야 한다. 국제사회에서 중화민국(대만)의 국기, 중화민국(대만)의 국가를 위시한 대만의 상징물 사용은 하나의 중국 정책 위반이고 특히 중국 영토 내에서 불법성을 띤 사용은 반분열국가법에 제재받는다. 현재 중국은 대만을 독립국으로 인정하지 아니하고 타이완 지구를 자국의 영토로 간주하듯이, 제한되게 승인받았지만 국가 대부분에 ‘사실상 독립국’ (sovereign de facto)으로 ‘간주’되는 대만 정부도 중국 정부를 인정하지 않으며, 공식상으로 중국을 일컫는 말로 ‘중국 대륙’ 혹은 ‘본토’, 중국 정부를 일컫는 말로 중국 공산당 정부라는 뜻의 ‘중공정부’를 쓰는데도 양안 관계가 호전되어 본토인들이 타이완을 ‘타이완’이라고 부르며 타이완인들이 본토를 ‘중국’이라고 부르는 현상이 자연스러워지기도 하였다.
중화민국(대만)은 1992년부터 92공식(92共識)에 의거해 3불(三不)정책(不統, 不獨, 不武. 통일이나 독립을 추구하지 않으며 무력을 사용하지도 않는다는 원칙)을 지킨다.
| 조직                     | 참여 명의 | 참여 명의 | 참여 명의 |
| 조직                     | 중화민국 | 홍콩 | 중국 |
| ------------------------ | --- | --- | --- |
| 국제올림픽위원회         | Chinese Taipei Olympic Committee (Chinese Taipei; TPE) 中華台北奧林匹克委員會（中華台北、TPE） 중화 타이베이 올림픽 위원회 (중화 타이베이; TPE)                                                       | Sports Federation and Olympic Committee of Hong Kong, China (Hong Kong SAR; HKG) 中國香港體育協會暨奧林匹克委員會（中國香港、HKG） 중국 홍콩 체육 협회 올림픽 위원회 (홍콩특별행정구; HKG) | Chinese Olympic Committee (China; People's Republic of China; CHN) 中国奥林匹克委员会（中国、中华人民共和国、CHN） 중국올림픽위원회(중국; 중화인민공화국; CHN) |
| 세계무역기구             | Separate Customs Territory of Taiwan, Penghu, Kinmen and Matsu (TPKM; Chinese Taipei) 台灣、澎湖、金門、馬祖個別關稅領域（TPKM、中華台北） 타이완·펑후·진먼·마쭈 개별 관세 영역 (TPKM; 중화 타이베이) | Hong Kong, China 中國香港 중국 홍콩 | China (People's Republic of China) 中国（中华人民共和国) 중국 (중화인민공화국)                                                                                 |
| 아시아 태평양 경제협력체 | Chinese Taipei 中華台北 중화 타이베이 | Hong Kong, China 中國香港 중국(령) 홍콩 | People's Republic of China (China) 中华人民共和国（中国) 중화인민공화국 (중국)                                                                                 |
| 아시아개발은행           | Taipei, China (TAP) 中國台北（TAP） 중국 타이베이(TAP) | Hong Kong, China (HKG) 中國香港（HKG） 중국 홍콩(HKG) | People's Republic of China (PRC) 中华人民共和国（PRC） 중화인민공화국(PRC)                                                                                     |

한편 마카오는 세계무역기구에 중국 마카오 (Macao, China, 中國澳門)라는 이름으로 참여하고 있으며, 국제올림픽위원회, 아시아 태평양 경제협력체, 아시아 개발은행에는 참여하고 있지 않다.

## 언어와 문자
중국과 대만 모두 허베이성에서 쓰이는 표준 중국어인 푸퉁화(普通話) 혹은 궈위(國語)가 사용되나 소수민족이 사용하는 다른 언어도 있다. 중국어의 경우 같은 표준 중국어(푸퉁화)와 상호의사소통성이 없는 방언이 여러 가지 있다.
소수민족의 언어로는 몽골어, 좡어, 위구르어, 티베트어, 후이어 등이 있다.

## 같이 보기
- 양안 관계
- 양안통일